# Semperit
Semperit AG Holding er en østrigsk producent af syntetisk gummi og plastikprodukter. De har hovedkvarter i Wien og ca. 6.900 ansatte. I 1960'erne indledte Semperit et samarbejde med dækproducenten Sava, og de fremstillede dæk på licens. Semperit Reifen AG blev i 1985 overtaget af Continental AG.
Semperit er børsnoteret på Wiener Börse og 50 % af selskabet er ejet af B&C Holding.
Vereinigte Gummiwaren Fabriken Harburg - Wien blev etableret i 1824.